# Jeff East
Jeff East, nato Jeffrey Franklin East (Kansas City, 27 ottobre 1957), è un attore statunitense.

## Biografia

### Giovinezza
È nato nel 1957 nel Missouri da Ira e Joan Ann East.  Suo padre lavorava nel settore immobiliare e sua madre era una casalinga.  East è cresciuto con tre fratelli: una sorella maggiore di nome Anna, un fratello maggiore di nome Ronald e una sorella gemella di nome Jane.

### Carriera
East ha esordito come attore bambino nel 1973, all'età di quattordici anni, interpretando il ruolo di Huckleberry Finn nel film Tom Sawyer.
Altri film da lui interpretati sono Lupetto grigio torna a casa (1976), Stranger in Our House (1978), Superman (1978), Maria e Giuseppe - Una storia d'amore (1979), Jack London Story (1980), Benedizione mortale (1981), Pumpkinhead (1988) e Deadly Exposure (1993).

### Vita privata
Nel 1987, East è stato coinvolto nello sviluppo immobiliare con il padre.  Nel febbraio 2004 si è trasferito a Kansas City per prendere in consegna la società immobiliare del padre.

## Filmografia
- Tom Sawyer, regia di Don Taylor (1973)
- Huckleberry Finn (1974)
- Un cane a caccia di Big Cat (Return of the Big Cat) - film TV (1974)
- Lupetto grigio torna a casa (The Flight of the Grey Wolf) - film TV (1976)
- Disneyland - serie TV, 5 episodi (1974-1977)
- The Ghost of Cypress Swamp - film TV (1977)
- The Hazing (1977)
- Summer of Fear (Stranger in Our House) - film TV (1978)
- Superman (1978)
- Alla conquista del West (How the West Was Won) - serie TV, episodio "The Rustler" (1979)
- Insight - serie TV, episodio "When, Jenny? When?" (1979)
- Maria e Giuseppe - Una storia d'amore (Mary and Joseph: A Story of Faith) - film TV (1979)
- Jack London Story (Klondike Fever) (1980)
- Benedizione mortale (Deadly Blessing) (1981)
- M*A*S*H - serie TV, episodio "Settling Debts" (1982)
- The Day After - Il giorno dopo (The Day After) - film TV (1983)
- Zattere, pupe, porcelloni e gommoni (Up the Creek) (1984)
- 1st & Ten: The Championship - serie TV, episodi "By the Bulls (Pilot)" (1984) e "The Sins of the Quarterback" (1985)
- Otherworld - serie TV, episodio "Village of the Motorpigs" (1985)
- Dream West - miniserie TV (1986)
- Pumpkinhead (1988)
- Another Chance (1989)
- Ai confini dell'aldilà (Shades of LA) - serie TV, episodio "Some Like It Cold" (1990)
- New Adam-12 (The New Adam-12) - serie TV, episodio "D.A.R.E." (1991)
- Blue Champagne (1992) - uscito in home video
- Doogie Howser (Doogie Howser, M.D.) - serie TV, episodio "The Big Sleep... Not!" (1992)
- Deadly Exposure (1993)
- Misfortune Smiles (2009) Cortometraggio
- Last Breath (2010)